# 던바의 수
던바의 수(Dunbar's number)는 개인이 사회적 관계를 안정적으로 유지할 수 있는 사람의 수를 말한다. 100에서 230 사이로 제안되었고 통용되는 값은 150이다. 이 값은 지능에 따라 달라지며, 고릴라의 던바의 수는 50 정도이다.